# Sara Nestola
Sara Nestola (* 8. Mai 2001 in Reggio Emilia) ist eine italienische Leichtathletin, die sich auf den Langstreckenlauf spezialisiert.

## Sportliche Laufbahn
Erste internationale Erfahrungen sammelte Sara Nestola bei den Crosslauf-Europameisterschaften 2021 in Dublin, bei denen sie nach 22:09 min den 33. Platz im U23-Rennen belegte. Im Jahr darauf gelangte sie bei den Crosslauf-Europameisterschaften 2022 in Turin nach 21:21 min auf Rang 20 im U23-Rennen und 2023 gewann sie bei den U23-Europameisterschaften in Espoo in 33:17,51 min die Silbermedaille im 10.000-Meter-Lauf hinter der Britin Alice Goodall. Im Dezember landete sie bei den Crosslauf-Europameisterschaften in Brüssel nach 28:42 min auf dem 28. Platz im U23-Rennen. Im Jahr darauf gelangte sie bei den Europameisterschaften in Rom mit 1:12:27 h auf den 35. Platz im Halbmarathon und bei den Straßenlauf-Europameisterschaften 2025 in Löwen gewann sie in 1:11:26 h die Bronzemedaille hinter den Belgierinnen Chloé Herbiet und Juliette Thomas. Zudem gewann sie dort in der Teamwertung die Silbermedaille hinter dem belgischen Team.
2024 wurde Nestola italienische Meisterin im Halbmarathon.

## Persönliche Bestleistungen
- 5000 Meter: 15:38,88 min, 29. Mai 2024 in Zogno
- 10.000 Meter: 33:05,54 min, 3. Juni 2023 in Pacé
- 10-km-Straßenlauf: 32:22 min, 23. Februar 2025 in Misano Adriatico
- Halbmarathon: 1:11:16 h, 28. Januar 2024 in Sevilla
- Marathon: 2:29:12 h, 1. Dezember 2024 in Valencia